# فرم دوخطی

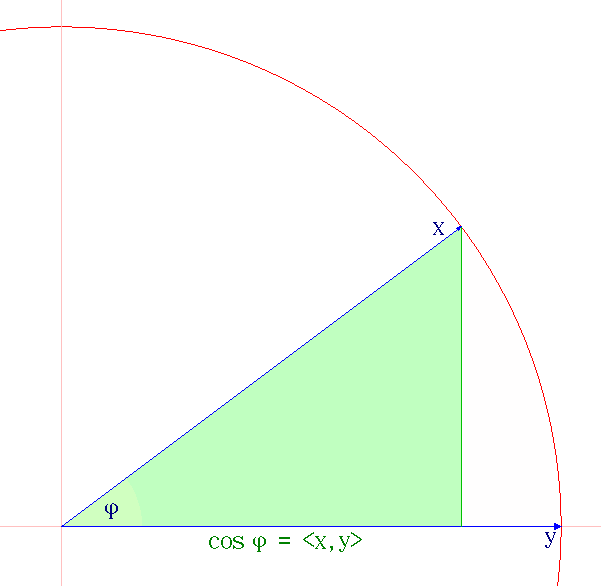
تصویری از یک فرم دو خطی در ریاضیات

در ریاضیات و به طور ویژه در جبر مجرد و جبر خطی، فرم دو خطی روی یک فضای برداری V، یک نگاشت دو خطی از V × V → K است که K میدان اسکالرهاست. به عبارت دیگر یک فرم دو خطی تابعی چون B : V × V → K است که به طور جداگانه بر حسب هر دو آرگومان خطی است:
- B(u + v, w) = B(u, w) + B(v, w)

- B(u, v + w) = B(u, v) + B(u, w)
- B(λu, v) = B(u, λv) = λB(u, v)

تعریف فرم دو خطی را می توان طوری تعمیم داد که شامل مدول های روی حلقه جابجایی باشد که در آن نگاشت های خطی با همریختی های مدولی جایگزین شده اند.
وقتی K میدان اعداد مختلط C است، اغلب فرم های یک و نیم خطی جذاب تر هستند. این فرم ها همانند فرم های دوخطی هستند با این تفاوت که بر حسب یکی از آرگومان ها خطی مزدوج هستند.

## نمایش مختصاتی
فرض کنید {\displaystyle V=K^{n}} یک فضای برداری n بعدی با پایه {\displaystyle \{e_{1},\cdots ,e_{n}\}} باشد. ماتریس {\displaystyle n\times n} مثل A را به صورت {\displaystyle A^{n}} تعریف کنید. اگر x بر حسب این پایه با نمایش بردار {\displaystyle \mathbf {v} } باشد و {\displaystyle y} با نمایش {\displaystyle \mathbf {w} }، آنگاه فرض کنید {\displaystyle \{f_{1},\cdots ,f_{n}\}} پایه دیگری برای {\displaystyle \mathbf {v} } باشد به طوری که:
{\displaystyle S\left[e_{1},\cdots ,e_{n}\right]=\left[f_{1},\cdots ,f_{n}\right]}
که در آن {\displaystyle S\in GL(n,K)}. حال نمایش ماتریسی جدید فرم دو خطی به صورت {\displaystyle S^{T}AS} است.